# Staten-Generaal (Nederland)
De Staten-Generaal, bestaande uit de Eerste Kamer en de Tweede Kamer, vormen het parlement van Nederland en zijn het hoogste bestuursorgaan. De Staten-Generaal hebben, tezamen met de regering, de wetgevende macht in Nederland. Het is een overheidsorgaan dat zijn bevoegdheden heeft gekregen op basis van de Grondwet.
Het parlement bestaat uit volksvertegenwoordigers, verkozen in verkiezingen met het principe van evenredige vertegenwoordiging. Het parlement heeft twee functies binnen het Nederlands stelsel: het (mede-)creëren van wetgeving en het controleren van de regering. Nederland is een parlementaire democratie. Dat houdt onder andere in dat de regering het vertrouwen van het parlement nodig heeft om te regeren. Het parlement maakt wetten en controleert of de regering ze juist uitvoert. Als de regering dit niet doet, kan het vertrouwen worden opgezegd. Een wetsvoorstel moet door beide kamers worden goedgekeurd: eerst door de Tweede Kamer en vervolgens door de Eerste Kamer. De machten van de kamers zijn in uiterste mate niet gelijk; de Tweede Kamer heeft meer macht dan de Eerste Kamer. De Tweede Kamer heeft het recht van amendement en het recht van initiatief, de Eerste Kamer kan een wetsvoorstel enkel goed- of afkeuren.
Elk van de kamers van de Staten-Generaal heeft een zelfgekozen voorzitter. Op sommige momenten moeten beide kamers van de Staten-Generaal samenkomen in een verenigde vergadering. In dit geval is de voorzitter van de Eerste Kamer de voorzitter van de verenigde vergadering.

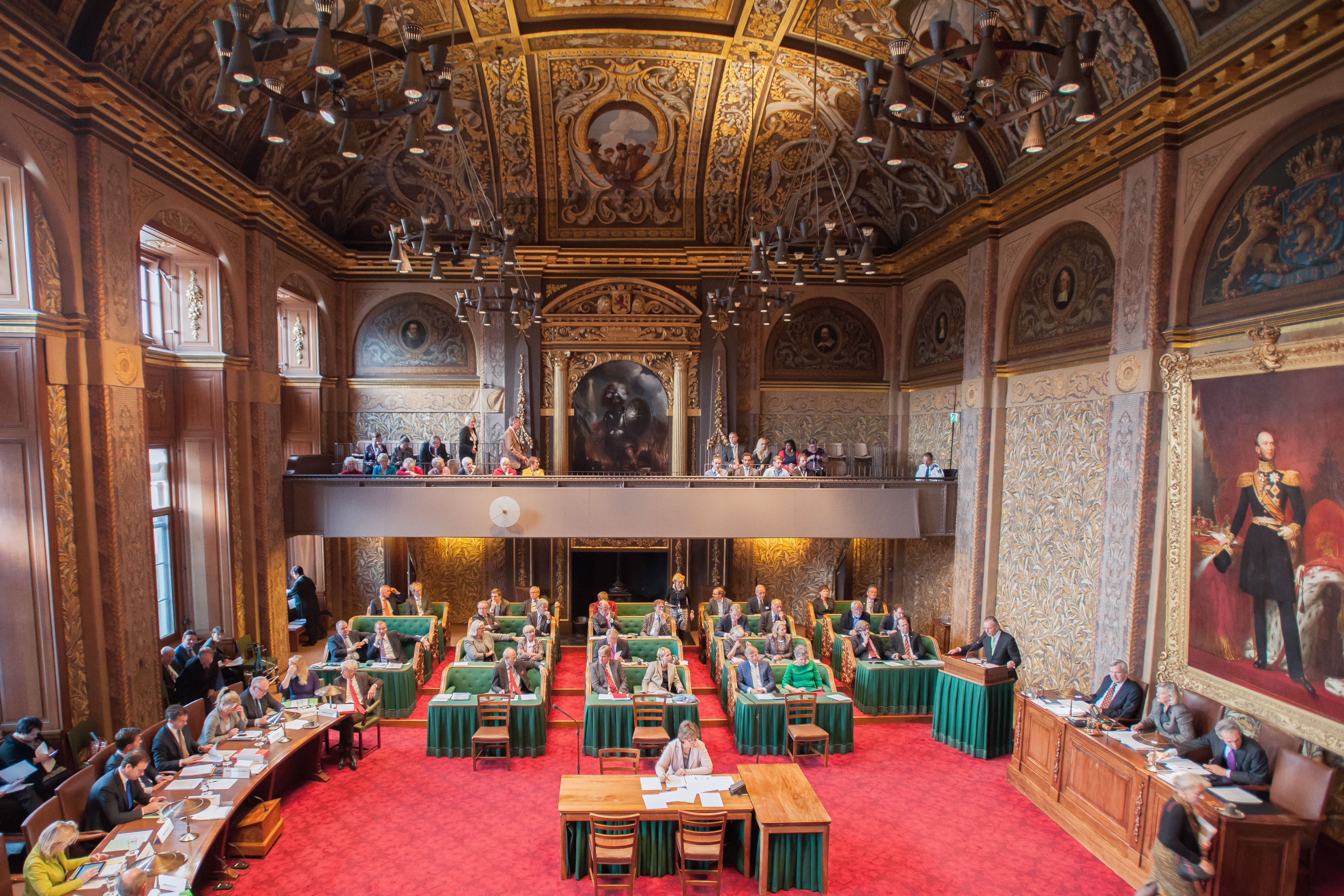
De Eerste Kamer der Staten-Generaal
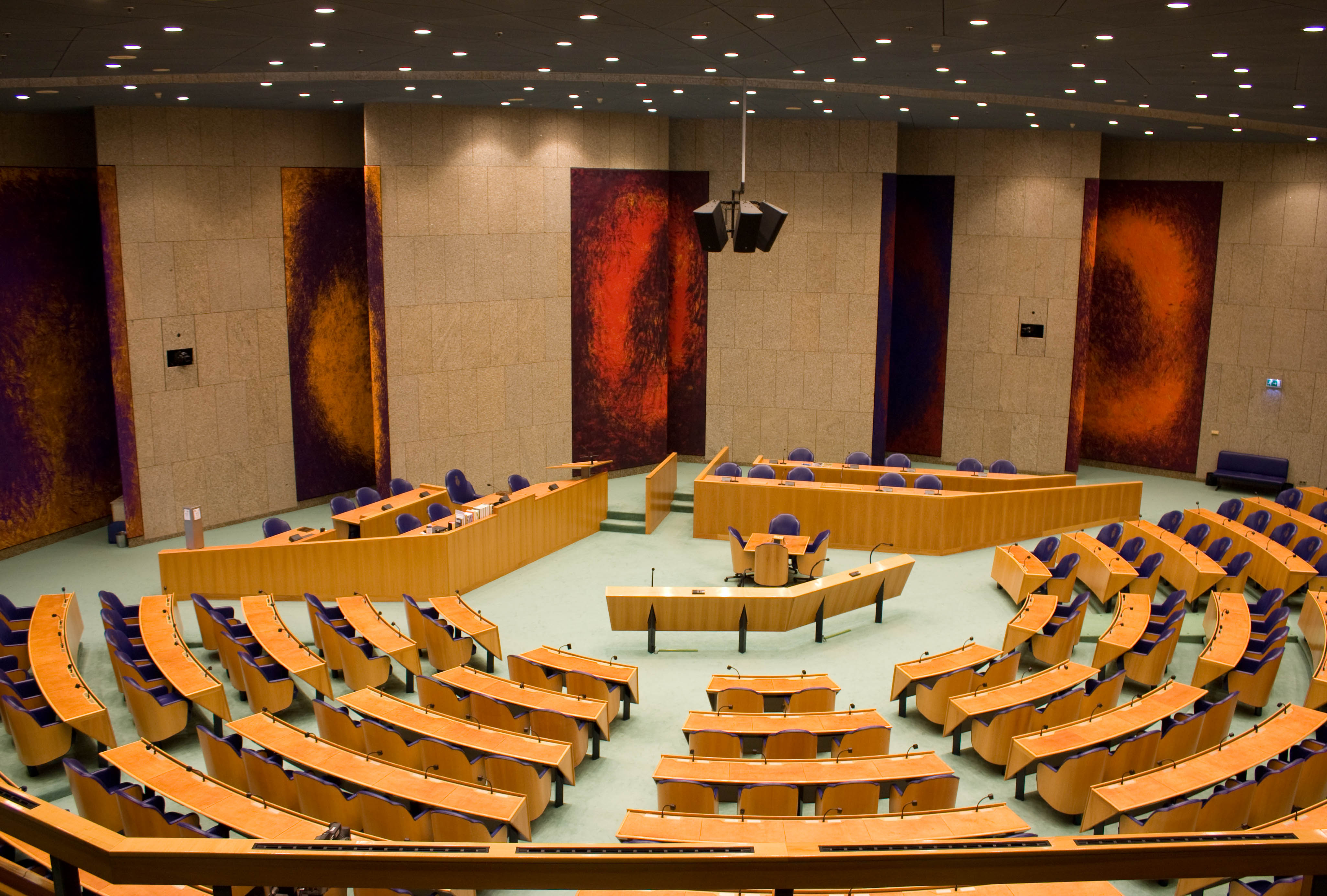
De Tweede Kamer der Staten-Generaal

## Geschiedenis

### Staten-Generaal onder het leenstelsel
In de Lage Landen werd de eerste vergadering van de 'Staten-Generaal' binnen de structuur van het leenstelsel georganiseerd, in 1464 door Filips III van Bourgondië, Filips de Goede. Hij riep vertegenwoordigers van de 17 lenen onder Bourgondische heerschappij op samen te komen om onderwerpen te bespreken die alle lenen aangingen. Van 1588 tot 1795 waren de Staten-Generaal de bestuurlijke vergadering van de Republiek der zeven Verenigde Provincies, vergelijkbaar met een confederale regering. De Statenleden voerden ook het bewind over de Generaliteitslanden en hielden toezicht over de Verenigde Oost-Indische Compagnie en de West-Indische Compagnie.
De Besluiten van de Staten-Generaal uit de periode 1626-1630 zijn ontsloten voor onderzoek, hieruit blijkt een grote verscheidenheid aan behandelde onderwerpen. Het eerste besluit van het jaar 1626 betrof bijvoorbeeld de zorg voor de kustbewaking en de uitrusting van de schepen die met de Engelse vloot opnieuw in actie zouden komen tegen Spanje. Op 18 april behandelden zij een verzoek om terugbetaling van tijdens het beleg van Breda voorgeschoten geld, een klacht van twee Kleefse kooplieden over diefstal van negen wagens met wijn en een rapport over de bekoelde verhouding met bondgenoot Frankrijk. Op 16 november 1628 bracht schipper Salomon Willemsz. de boodschap over dat admiraal Heyn de Spaanse zilvervloot had veroverd met een buit van naar schatting 12 miljoen gulden.

### Vorstendom der Verenigde Nederlanden
In het Soeverein Vorstendom der Verenigde Nederlanden van 1814-1815 bestonden de Staten-Generaal der Verenigde Nederlanden uit één Kamer met 55 leden. Leden van de Staten-Generaal werden per provincie door de Provinciale Staten gekozen.
Sinds 1815 zijn er twee Kamers. Vanaf dat jaar had de Tweede Kamer, gekozen door de Provinciale Staten, 110 leden en stemde deze over wetsvoorstellen en mocht die ook zelf indienen. De Eerste Kamer, benoemd door de koning, had 40 - 60 leden, en mocht alleen 'ja' of 'nee' tegen wetsvoorstellen zeggen.
Van 1840 tot 1848 had de Tweede Kamer 58 leden. De Eerste Kamer had 20 tot 30 leden.
Vanaf 1848 had de Tweede Kamer één lid per 45.000 inwoners, gekozen volgens het censuskiesrecht door de inwoners die voldoende belasting betaalden. De Eerste Kamer had 39 leden, gekozen door de Provinciale Staten.
Na de grondwetswijziging van 1887 telde de Tweede Kamer 100 leden die via honderd kiesdistricten werden verkozen. Het aantal Eerste Kamerleden werd verhoogd naar 50.
Vanaf 1917, voor het eerst bij de verkiezingen van 1918, werd de Tweede Kamer volgens het algemeen mannenkiesrecht gekozen door
… de mannelijke ingezetenen, tevens Nederlanders of door de wet als Nederlandsche onderdanen erkend, die den door de wet te bepalen leeftijd, welke niet beneden drie en twintig jaren mag zijn, hebben bereikt en door de vrouwelijke ingezetenen, die aan gelijke voorwaarden voldoen, indien en voor zoover de wet haar, niet uit hoofde van aan het bezit van maatschappelijken welstand ontleende redenen, kiesbevoegd verklaart.
Vrouwen kregen passief kiesrecht. Tevens werd het meerderheidsstelsel met enkelvoudige kiesdistricten vervangen door een stelsel van evenredige vertegenwoordiging met een nationaal kiesdistrict.
Na een lange strijd voor vrouwenkiesrecht kregen vrouwen in 1919 het actief kiesrecht en kreeg Nederland dus algemeen kiesrecht. Vrouwen konden daar - voor wat betreft de Tweede Kamer - voor het eerst in 1922 gebruik van maken.
Van 1940 - 1945 waren er geen functionerende Staten-Generaal. Van 1945 - 1946 was er een noodparlement.
Sinds 1956 heeft de Tweede Kamer 150 leden, de Eerste Kamer 75.
Sinds 1983 wordt de Eerste Kamer in zijn geheel tegelijk gekozen voor een zittingsperiode van vier jaar.
Bij de grondwetswijziging van 2017 werd bepaald dat de leden van de Eerste Kamer mede gekozen zullen worden door de gekozen leden van een nieuw orgaan, het Kiescollege voor de Eerste Kamer in Caribisch Nederland. Dit had voor het eerst effect bij de Eerste Kamerverkiezingen van 2019.